# Česká sportovní společnost
ČSS Praha (celým názvem: Česká sportovní společnost Praha) byl československý klub ledního hokeje, který sídlil v Praze. V roce 1911 se klub zúčastnil druhého ročníku Mistrovství zemí Koruny české. Klub došel až do finále, kde podlehl pražské Slavii 3:0. V roce 1914 se ČSS zúčastnila prestižního mezinárodního turnaje v Les Avants, kde se tým umístil na třetím místě. V roce 1919 se klub zúčastnil prvního poválečného hokejové turnaje v zemi. Turnaje se zúčastnily ovšem jenom tři týmy z toho dva byly celky pražské Slavie. ČSS se nakonec umístila na druhém místě.
Kromě ledního hokeje měl klub oddíly tenisu, veslování, zimních sportů a různých dalších. Klubovna se nacházela na Střeleckém ostrově. Klub byl rozpuštěn v letech 1922 až 1923.
Česká sportovní společnost v Olomouci, svého času jeden z největších olomouckých sportovních klubů, byla založena v roce 1922 z iniciativy skupiny sportovců sdružených kolem dvou žurnalistů a propagátorů amatérského sportu Josefa Friedla a Josefa Sedláčka. V počátcích získal klub řadu členů, kteří opustili starší Sportovní klub Olomouc. CSS vyvíjela Činnost v řadě sportovních odvětví (fotbal, atletika, tenis, box, házená, volejbal, hokej, cyklistika, lyžování, stolní tenis, šachy ad.), v nichž její závodníci dosahovali výborných výsledků. Hřiště ČSS se nejprve nacházelo na pravém břehu řeky Moravy při mostu na třídě Českých legií (dnes Masarykova) a v roce 1930 bylo z důvodu výstavby bloku obytných domů posunuto o něco dále po proudu řeky s adresou na třídě Karla IV. (dnes 17. listopadu). Tento areál, přezdívaný slangově zřejmě zkomolením zkratky CSS jako „Česnek", ležel v prostorách dnešních budov kolejí Univerzity Palackého (kolej 17. listopadu, VŠ menza, kolej Josefa Jařaba (dříve Šmeralova)) a pokračoval dál směrem k řece Moravě, kde je dnes menší asfaltové a travnaté hřiště - jediný pozůstatek někdejšího sportoviště. Společnost pravidelně bruslila, sáňkovala, lyžovala a konala túry k Radíkovu a ke Svatému Kopečku, kde si zřídila sáňkovací dráhu.Kromě pěstování sportu byla ČSS aktivní při pořádání různých společenských akcí, plesů, přednášek i exhibic. Činnost CSS byla násilně ukončena v období okupace v roce 1942, její písemnosti byly zabaveny a majetek zastaven olomouckým gestapem. Jména členů klubu, kteří padli za oběť 2. světové válce, jsou uvedena na pamětní desce umístěné na zdi vlevo od budovy koleje 17. listopadu. Obnovená činnost po roce 1945 byla ukončena v důsledku sjednocení tělovýchovy a sportovních organizací podle zákona o státní péči o tělesnou výchovu a sport ze dne 14. července 1949. Majetek byl převeden na Československou obec sokolskou.

## Přehled ligové účasti
Stručný přehled
Zdroj: 
- 1911: Mistrovství zemí Koruny české (1. ligová úroveň v Čechách)
- 1919: Mistrovství ČSHS (1. ligová úroveň v Československu)

Jednotlivé ročníky
Zdroj: 
Legenda: ZČ - základní část, červené podbarvení - sestup, zelené podbarvení - postup, fialové podbarvení - reorganizace, změna skupiny či soutěže
| Čechy (1911 – 1918)          |                               |           |         |                                       |          |
| Sezóny                       | Soutěž                        | Úroveň    | ZČ      | Play-off, nadstavba, sk. o udržení... | Poznámky |
| 1911                         | Mistrovství zemí Koruny české | 1. úroveň | nehráno | Finále                                |          |
| ...                          |                               |           |         |                                       |          |
| Československo (1918 – 1919) |                               |           |         |                                       |          |
| Sezóny                       | Soutěž                        | Úroveň    | ZČ      | Play-off, nadstavba, sk. o udržení... | Poznámky |
| ...                          |                               |           |         |                                       |          |
| 1919                         | Mistrovství ČSHS              | 1. úroveň | nehráno | Finále                                |          |